# 1919-es magyar–román háború
Az 1919-es magyar–román háború előzménye az volt, hogy 1918. december 1-jén az erdélyi románok kimondták Erdély csatlakozását a Román Királysághoz. 1919 áprilisában a kommunisták átvették a hatalmat Magyarországon, a hadsereg pedig megpróbálta visszafoglalni Erdélyt, kirobbantva a háborút. A háború, melynek utolsó szakaszáig mindkét oldalon több mint 120 000 katonát vetettek be, 1919 augusztusában ért véget a Magyar Tanácsköztársaság bukásával, illetve Magyarország jelentős keleti területei és Budapest román megszállásával. A román csapatokat 1920 márciusában vonták vissza Magyarországról.

## Előzmények

### Romániában
1916-ban Románia az antant oldalán belépett az első világháborúba, azzal a fő céllal, hogy minden, zömében románok lakta területet egy államon belül egyesítsen (lásd: 1916-os bukaresti megállapodás).

„Erkölcsi energiánkban és vitézségünkben rejlik az az eszköz, amellyel visszaadhatjuk a Tiszától a Fekete-tengerig terjedő nagy és szabad Romániára vonatkozó ősi jogát, és békében boldogulni szokásainkkal, reményeinkkel és álmainkkal összhangban.”

– I. Ferdinánd román király kiálltványa a román néphez, 1916. augusztus 28.

1918-ban, miután a kommunisták átvették a hatalmat Oroszországban és Breszt-Litovszkban különbékét kötöttek a központi hatalmakkal, Románia magára maradt a keleti fronton, mégpedig olyan helyzetben, amely messze meghaladta katonai képességeit; tehát békét kért, melyet az 1918-as bukaresti békében meg is kapott. A békeszerződést román részről Alexandru Marghiloman írta alá a központi hatalmakkal 1918. május 7-én. I. Ferdinánd román király azonban nem írta alá a békét, és 1918. november 10-én, kihasználva a központi hatalmak bizonytalan helyzetét, Románia újra belépett a háborúba az antant oldalán, ugyanazokkal a célkitűzésekkel, mint 1916-ban. Ferdinánd király elrendelte a román hadsereg mozgósítását és parancsba adta, hogy a Kárpátokon keresztül törjenek be Erdélybe.

### Magyarországon
1918-ban az első világháborút elvesztő Osztrák–Magyar Monarchia összeomlott. 1918. október 31-én az őszirózsás forradalom az antant-barát, függetlenségi párti Károlyi Mihály grófot juttatta a miniszterelnöki székbe. Károlyi Woodrow Wilson pacifizmusának engedve elrendelte a magyar hadsereg teljes leszerelését. Magyarország nemzeti véderő nélkül maradt. Károlyi kikiáltotta az első magyar köztársaságot, melynek ő lett az elnöke. 1919 februárjára a kormány teljesen elvesztette a nép támogatását, miután mind belügyi, mind katonai téren kudarcot vallott. Március 21-én, miután az antant katonai megbízottja még több területi engedményt követelt, Károlyi lemondott. A Kommunisták Magyarországi Pártja Kun Béla vezetésével átvette a hatalmat és kikiáltotta a Magyar Tanácsköztársaságot. A kommunisták egyenlőséget és társadalmi igazságosságot ígértek. A kommunisták nagyrészt annak köszönhetően nyerték el a hatalmat, hogy csak nekik voltak az országban szervezett harcoló alakulataik, emellett azt ígérték, hogy megvédik Magyarország területét újoncok behívása nélkül is (talán a szovjet Vörös Hadsereg segítségével). Kezdetben a Magyar Vörös Hadsereg legtöbb katonája felfegyverzett gyári munkás volt Budapestről.

## A háború
A háború első szakaszában a román hadsereg az Erdélyi-középhegységig nyomult előre. A második szakaszban, a magyarországi kommunista hatalomátvétel után a román hadsereg legyőzte a Vörös Hadsereget és elérte a Tiszát. Végül a harmadik szakaszban a román hadsereg megszállta Budapestet, megbuktatva Kun Béla kommunista rendszerét.

### Első szakasz: 1918. november – 1919. március
Az 1918-as bukaresti békét követően a román hadsereg nagy részét leszerelték. Csak a 9. és 10. gyalogoshadosztályok, illetve az 1. és 2. lovashadosztályok álltak hadikészültségben, de ezek ekkor éppen Besszarábiát védték a szovjet Vörös Hadsereg támadásaitól. Ebben a helyzetben elsőként a Moldvában állomásozó 1., 7. és 8. hegyivadász-hadosztályt (vânători) mozgósították. A 8.-at Bukovinába, a másik kettőt Erdélybe küldték.
1918. december 1-jén az erdélyi románok kimondták Erdély Romániához való csatlakozását.
Az 1. és 7. hadosztály 1918 decemberében előretört a Maros folyó vonaláig, amely az Antant és Magyarország képviselői által november 13-án Belgrádban megkötött megállapodás szerint demarkációs vonal volt. Ugyanebben az időben a német hadsereg egységei August von Mackensen marsall vezérletével visszavonultak nyugatra.
Román kérésre az Antant Louis Franchet d’Espèrey francia tábornok által vezetett keleti fronti parancsnoksága megadta az engedélyt a román hadsereg előrenyomulására az Erdélyi-középhegységig, ami korábban az Erdélyi Fejedelemség nyugati határát képezte. A 7. hegyivadász-hadosztály Kolozsvár irányában tört előre, míg az 1. hadosztály Gyulafehérvár felé. December 24-én a román egységek bevonultak Kolozsvárra. 1919. január 22-ére a román hadsereg a demarkációs vonalig terjedő teljes területet ellenőrzése alá vonta.
Ekkorra a román sereg ereje a megnövekedett feladatok miatt már fogytán volt, mivel amellett, hogy meghátrálásra kellett bírnia a magyar hadsereget, a rendet is fenn kellett tartania az ellenőrzése alá vont területeken. Ezért a román főparancsnokság két újabb hadosztályt küldött Erdélybe: a 2. hegyivadász-hadosztályt Nagyszebenbe és a 6. gyalogoshadosztályt Brassóba. Ezenkívül Nagyszebenben létrehozták az erdélyi román hadsereg egyesített parancsnokságát, melynek élére Traian Moșoiu tábornokot nevezték ki.
Románia elkezdte kiépíteni államszervezetét az elfoglalt országrészben, amely ekkor még nem terjedt ki minden románlakta területre. A korábban az osztrák–magyar hadseregben szolgált román nemzetiségű katonákból két új gyalogoshadosztályt állítottak fel, a 16.-at és a 18.-at.
Február 28-án a párizsi békekonferencián az Antant megállapított egy új demarkációs vonalat, ameddig a román hadsereg előrenyomulhatott. Ez a vonal egybeesett a Szatmárnémeti–Nagyvárad–Arad vasútvonallal, mindamellett a román sereg nem kapott engedélyt a bevonulásra ezekbe a városokba. Egy széles demilitarizált zóna létrehozása mellett döntöttek, amely ettől a demarkációs vonaltól egészen Románia Magyarországgal szembeni területi követeléseinek határán túl 5 kilométerig, tehát Vásárosnamény–Debrecen–Gyoma–Hódmezővásárhely–Szeged vonaláig terjedt. A magyar hadseregnek 1919. március 23-án kellett megkezdenie a kivonulást a demilitarizált zónából. Mindezt Fernand Vix francia alezredes közölte Magyarországgal március 20-án. Károlyi Mihály kormánya az elfogadhatatlan feltételek miatt lemondott, március 21-én Kun Béla és kommunista kormányzata vette át a hatalmat.
Ebben az időszakban csak néhány összetűzés történt a román és magyar csapatok között, és mindössze egy a románok és ukránok között. Román források szerint egyes magyar alakulatok tevékenysége kimerült a román megszállási területen kívül élő románok zaklatásában.

### Második szakasz: 1919. április – 1919. június
1919. március 21-e után Románia két kommunista berendezkedésű szomszéddal nézett szembe: Magyarországgal és a Szovjetunióval. A párizsi békekonferencián a román delegáció kérte, hogy hadseregük megtörhesse a magyar kommunisták hatalmát. Bár tudatában voltak a kommunista veszélynek, az szövetségesek tanácsában inkább a széthúzás volt jellemző: Woodrow Wilson amerikai elnök, David Lloyd George angol és Georges Clemenceau francia miniszterelnök nem értett egyet a Franciaország által igényelt biztosítékok ügyében.
Az amerikai delegáció meg volt győződve arról, hogy a Ferdinand Foch marsallt körülvevő francia keményvonalasok újabb konfliktust provokálnak, amely végül egy újabb háborúhoz vezethet, ezúttal Németország és a Szovjetunió ellen. Hogy ezt ellensúlyozzák, a konferencia résztvevői igyekeztek csökkenteni a magyarországi feszültséget. Ezügyben április 4-én Budapestre küldték a dél-afrikai Jan Christian Smuts tábornokot, az ő feladata volt rávenni Kun Béla kormányát, hogy tartsa magát a Károlyi-kormány számára korábban megszabott feltételekhez. Ezzel a lépéssel az Antant egyben gyakorlatilag elismerte a magyarországi kommunista rendszert. A Vix-jegyzékben foglalt feltételek teljesítéséért cserébe az Antant vállalta, hogy enyhíti a Magyarországgal szembeni blokádot és kedvezőbb álláspontra helyezkedik vele szemben a Romániának, Csehszlovákiának és Jugoszláviának átengedendő területek kérdésében. Kun Béla azonban azt követelte, hogy a román hadsereget vonják vissza a Maros vonala mögé, így a tárgyalások elakadtak.
Eközben Kun Béla megpróbált időt nyerni, hogy felállíthasson egy olyan haderőt, amely képes felvenni a harcot Romániával és Csehszlovákiával. A román fronton az első vonalban mintegy húszezer katona állt szemben a román hadsereggel. Többek között a nagyváradi, gyulai, debreceni, szolnoki toborzóközpontok révén Kunnak sikerült újabb hatvanezer főt mozgósítania. A magyar hadsereg ekkor a korábbi osztrák–magyar hadsereg elitcsapatai és tisztjei, illetve gyengén kiképzett önkéntesek elegye volt. Mintegy 137 ágyú és 5 páncélvonat állt a rendelkezésükre. A vegyes összetétel ellenére a hadsereget inkább a hazafiasság, mint a kommunista eszme tartotta össze, ennélfogva erősen motivált volt. Kun Béla bízott abban is, hogy a Szovjetunió a Vörös Hadsereg segítségére siet keletről megtámadva Romániát.
A tárgyalások megakadása miatt a román kormány utasította a hadsereget, hogy az kényszerítse a magyar hatóságokat a szövetségesek tanácsa február 28-ai, a demarkációs vonalra vonatkozó határozatának teljesítésére. Az Erdélyben állomásozó román hadsereg 64 gyalogos zászlóaljból, 28 lovas századból, három repülőszázadból, két utász zászlóaljból állt, 160 ágyúval, 32 tarackágyúval és egy páncélvonattal rendelkezett, mindez két csoportba: az északiba és a délibe volt szervezve. A teljes erdélyi román sereg George Mărdărescu tábornok irányítása alatt állt, míg Moșoiu tábornok az északi hadtest kijelölt parancsnoka volt. A román haditerv az volt, hogy az erősebb északi hadtesttel csapást mérve elfoglalják Nagykárolyt és Nagyváradot, elvágva így a jól képzett Székely Hadosztályt a magyar hadsereg többi részétől, mely elsősorban önkéntesekből állt. Ezután a hadtest oldalba támadja a magyar hadsereget. Eközben a déli hadtest Radnáig és Belényesig tör előre, majd támogatja az északi hadtest átkaroló hadműveletét. Ezután a Tiszáig nyomulnak előre. Az offenzíva megindítását április 16-ára tervezték.

### A magyar támadás

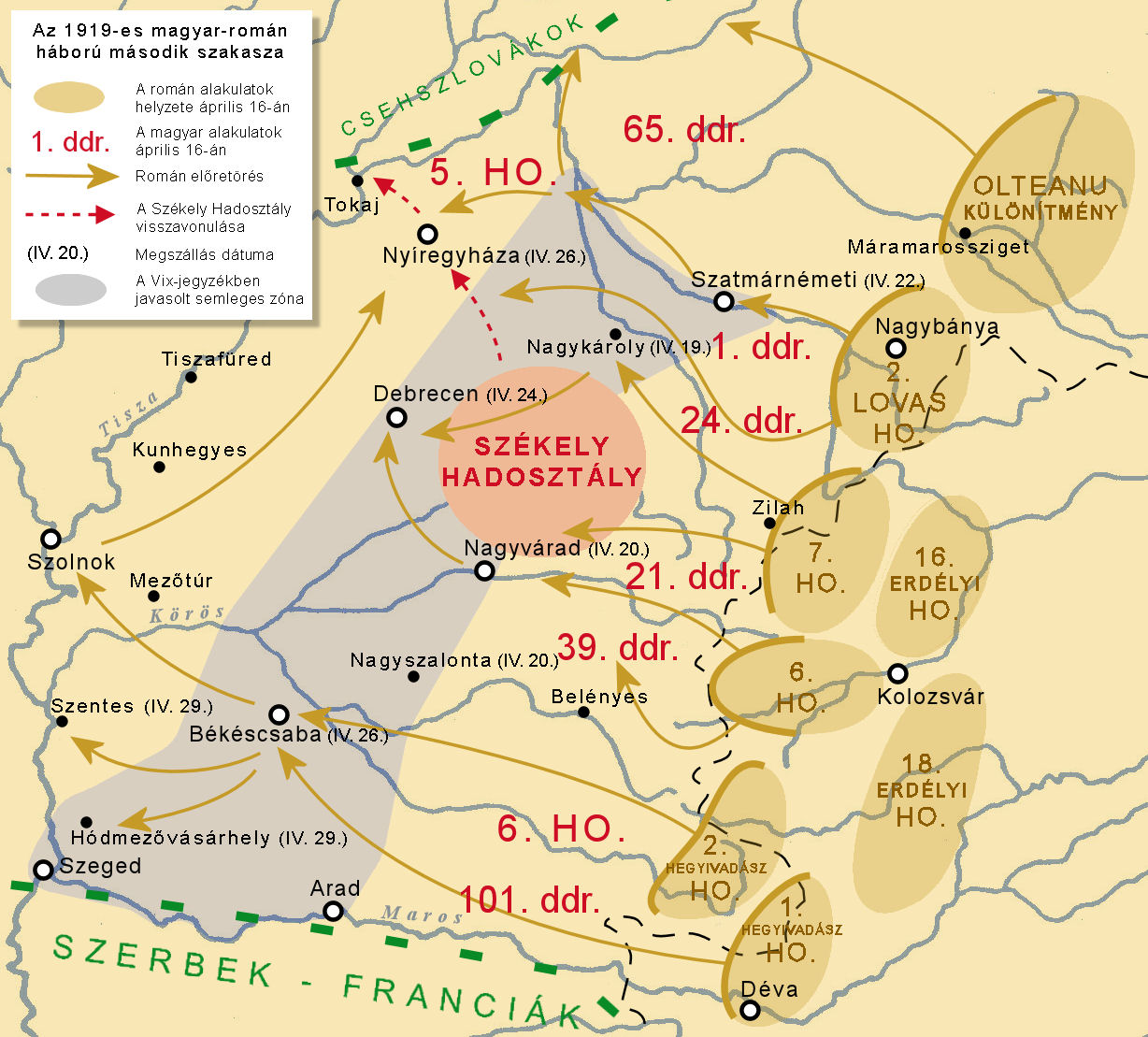
A román hadsereg hadműveletei a háború második szakaszában

Mivel tudatában voltak a románok készülődésének, a magyarok megerősítették az ellenőrzésük alatt álló hegyszorosokat és az április 15-éről 16-ára virradó éjszakán megelőző csapást mértek. A románok a támadást a tartalékos alakulatok segítségével visszaverték és védekező állásba helyezkedtek. Április 16-a és 18-a között a románok megindították saját offenzívájukat, heves harcok során áttörve a hegyszorosokat. Különösen a 2. hegyivadász-hadosztály arcvonalában tanúsított heves ellenállást a magyar tisztnövendékekből álló zászlóalj, amit csak a román 9. ezred tudott megtörni 16-án este. Április 18-án a román offenzíva első szakasza a magyar front áttörésével lezárult. 19-én a román csapatok megszállták Nagykárolyt, 20-án Nagyváradot és Nagyszalontát, tehát elérték azt a vonalat, melyet az Antant megszabott nekik a Vix-jegyzékben. Ennek ellenére a román főparancsnokság úgy döntött, hogy katonai okok miatt a Tiszáig folytatja az előrenyomulást, hiszen a Tisza természetes, könnyen védhető akadályt képez a megvert, de meg nem semmisített magyar hadsereggel szemben. Ezzel a lépéssel a románok szembefordultak az Antant elvárásaival.
A megszállt területen a polgári lakosság elleni atrocitások sem maradtak el. Április 19-én a Bihar megyei Köröstárkányban a bevonuló román csapatok egy hirdetmény felolvasásának ürügyével összehívták a falu népét a főtérre, majd a korábban a közeli telkeken elrejtett géppuskákból tüzet nyitottak a fegyvertelen emberekre. Az öldöklésnek 91 halálos áldozata volt, tizenhat évestől nyolcvanéves korig. A szomszédos Kisnyégerfalván 17 magyart mészároltak le.

### A Székely Hadosztály veresége
Lovasságuk révén a románok gátat vetettek a magyar hadsereg minden törekvésének, hogy az kiépítsen egy új védelmi vonalat Nyíregyháza, Debrecen és Békéscsaba között. Ezzel egy időben az északi hadszíntéren a magyar hadsereg legjobb egysége, a Kratochvil Károly ezredes parancsnoksága alatt álló Székely Hadosztály a román csapatok, különösen a 2. lovas hadosztály folyamatos támadásai miatt visszahúzódott Nyíregyháza irányába. A város határában megpróbálták megállítani a román előrenyomulást, de kísérletük kudarcba fulladt és Nyíregyházát április 24-én megszállták a románok. A Székely Hadosztály megpróbált a Tiszán átkelve visszavonulni, de addigra a Tisza teljes keleti partját a románok ellenőrizték; az utolsó magyar hídfőállást, a rakamazit 29-én vették be. Mivel nem volt merre visszavonulniuk, a Székely Hadosztály április 29-én megadta magát.

### A román hadsereg eléri a Tiszát
Debrecent április 24-én szállták meg a románok, majd hadseregük megkezdte a felkészülést a Békéscsaba elleni támadásra. A támadás 25-én indult meg és 26-án a város némi harc után elesett. A magyar hadsereg maradék egységei Szolnok felé húzódtak vissza, ahol megpróbáltak átkelni a Tiszán, és kiépítettek két védvonalat a város körül, melyek végpontjai a folyót érintették. Április 29. és május 1. között a román hadsereg a Duna–Tisza közéről küldött erősítés ellenére is áttörte ezeket a védvonalakat. 1919. május 1-jének estéjére a Tisza teljes keleti partját a román hadsereg tartotta ellenőrzése alatt.
Május 2-án a Kun-kormány békét kért. A Werth Henrik ezredes révén továbbított békeajánlatban Kun Béla késznek mutatkozott elismerni a románok minden területi követelését, cserébe fegyvernyugvást és a magyar belügyekbe való be nem avatkozást kért. A románok csak fegyverszünetet ajánlottak, azt is csak a Szövetséges Legfelsőbb Parancsnokság nyomására: április 30-án Stéphen Pichon francia külügyminiszter bekérette a párizsi békekonferencián jelen lévő Ion I. C. Brătianu román miniszterelnököt, és felszólította, hogy állítsa meg a román csapatok előrenyomulását a Tisza felé, és végül vonja vissza őket az Antant által megszabott demarkációs vonal mögé. Brătianu megígérte, hogy a román csapatok nem lépik át a Tiszát.
Moșoiu tábornokot kinevezték a román határ és a Tisza közötti katonai körzet kormányzójának, helyét az északi hadtest főparancsnoki székében Mihăescu tábornok vette át. Ugyanekkor a román 7. hadosztályt a magyar frontról Észak-Moldvába, az orosz frontra vezényelték.

### Magyarország északi hadjárata a csehszlovákok ellen
Kun Béla, kihasználva a pillanatnyi nyugalmat a románok elleni harcban, javítani akart meggyengült nemzetközi helyzetén: előkészített egy támadást Csehszlovákia ellen. Ezt az országot tartotta ugyanis ellenségei leggyengébbikének, hiszen a románoktól épp most szenvedett vereséget, a szerbek elleni támadást pedig lehetetlennek tartotta a szövetséges francia csapatok szerbiai jelenléte miatt. A csehszlovák csapatok megtámadásától, Magyarország határainak helyreállítására tett ígéretének betartásától hazai támogatottságának megnövekedését is várta, ezenkívül szeretett volna összeköttetést létesíteni oroszországi bolsevik szövetségeseivel. Nemzetközi színtéren azzal indokolta a támadást, hogy meggyőződése szerint az etnikailag magyar többségű területek átadása az újonnan létrejött Csehszlovák államnak igazságtalan. Hogy hadseregét megerősítse, a Kun-kormány az ellenőrzése alatt álló területen sok újoncot hívott be a 19 és 25 év közötti férfiak közül. Sok munkás is belépett a hadseregbe, főleg Budapest ipari vonzáskörzetéből. Besoroztak sok volt osztrák–magyar tisztet is, akik inkább hazafias érzelmeik miatt csatlakoztak a hadsereghez, mintsem ideológiai meggyőződésből. Két hadosztályt, az elsőt és az ötödiket összevonták a felvidéki offenzívához, melyek együtt negyven, tüzérségi fegyverekkel jól felszerelt zászlóaljból álltak.
Május 20-án a magyarok Stromfeld Aurél ezredes vezetésével teljes erővel megtámadták a Miskolcon állomásozó csehszlovák csapatokat. A román parancsnokság tartani próbálta a kapcsolatot a csehszlovák sereggel, a 16. gyalogoshadosztály és a 2. hegyivadász hadosztály néhány csapata oldalról megtámadta a magyarokat, a művelet azonban eredménytelen volt, nem tudta megakadályozni, hogy a magyar hadsereg megfutamítsa a csehszlovákokat. A románok visszavonultak tokaji támaszpontjukra és május 25-étől 30-áig védték hadállásukat a magyar támadásokkal szemben. A csehszlovákok elleni magyar támadás kibontakozása miatt az északi román csapatok is tartottak egy átkaroló hadművelettől. Június 3-án ezért arra kényszerültek, hogy a Tisza keleti partján haladva visszavonuljanak Tokaj mellől, eközben az összes hidat megsemmisítették a folyón. Egy esetleges átkaroló hadművelet elhárítása, illetve a magyarok és a szovjetek közötti kommunikáció akadályozása érdekében a Tisza-menti román csapatok kiterjesztették védelmi vonalukat északra és egyesültek a 8. hadosztály csapataival, melyek Bukovinából nyomultak előre május 22-e óta, hogy csatlakozzanak hozzájuk.
Az újonnan létrejött Csehszlovák állam felett aratott győzelme lehetővé tette Magyarország számára, hogy a Felvidék egyes területeinek visszaszerzésén túl egy bábállamot is létrehozzon Szlovák Tanácsköztársaság néven. Hozzáfogtak egy román hadsereg elleni keleti hadjárat terveinek kidolgozásához is.

### A bolsevik Oroszország belépése
1918. április 9-én Besszarábia egyesült Romániával. Az egyesülési aktust a bolsevik Oroszország nem ismerte el, ami konfliktushoz vezetett a Román Királyság és Oroszország között. Mivel a fehérek elleni polgárháború, illetve a lengyelek, az ukránok, majd később a szövetségesek elleni harc lekötötte a vörösök erejét, Románia számára nem jelentettek komoly fenyegetést. A magyarországi kommunista hatalomátvétel előtt csak szórványosan támadások fordultak elő a Dnyeszter mentén. Amíg a román hadsereg újjá nem lett szervezve, ezek a támadások többé-kevésbé sikeresek voltak. Erejük azonban soha nem haladta meg a Besszarábiában állomásozó román csapatok erejét, így azok mindig vissza tudták szorítani a bolsevikokat a Dnyeszteren túlra. A legjelentősebb támadás 1919. január végén történt, amikor a bolsevikoknak sikerült elfoglalni és néhány napig megtartani az akkor Romániához tartozó Hotin városát, mígnem végül a román hadsereg szétverte őket. Ezután, 1919. februárjától kezdve elég román csapat volt jelen Besszarábiában, hogy ellenálljon a bolsevik támadásoknak. Ezenkívül egy francia–görög hadsereg, melyben a három francia és két görög hadosztály mellett lengyel, ukrán és orosz önkéntesek is szolgáltak, a francia Philippe Henri Joseph d'Anselme tábornok vezetésével megtámadta a bolsevikokat Odessza irányában, amelyet ugyancsak elfoglaltak. Mindezen események hatására a besszarábiai helyzet több, mint két hónapra lecsendesült.
A szövetséges támadástól megtámogatva március 21-én a román 39. ezred csapatai megszállták Tiraspolt. Ezzel egy időben az erdélyi fronton is harcolva a román hadsereg nem tudott több katonát kiállítani. Március 18-án a d’Anselme tábornok vezette sereget Berezovkánál legyőzték a vörösök, így az arra kényszerült, hogy kiürítse Odesszát és Besszarábián keresztül visszavonuljon, hátrahagyva felszerelése egy részét. Ugyanakkor a román hadsereg, felkészülve egy lehetséges nagyobb szabású bolsevik támadásra, elkezdte megerősíteni besszarábiai hadállásait.
Május 1-jén az orosz bolsevik kormány külügyminisztere, Georgij Csicserin ultimátumot adott a román kormánynak, melyben felszólította azt Besszarábia kiürítésére, és megfenyegette, hogy ha nem teljesíti a feltételt, akkor erőszakkal nyomulnak be a tartományba. Ugyanekkor több bolsevik csapat gyülekezett a Dnyeszter mentén. Ezzel próbálták enyhíteni a magyar kommunista kormányra nehezedő nyomást, arra kényszerítve a román kormányt, hogy erőit átcsoportosítva készüljön fel egy keletről érkező támadásra. A románok ennek megfelelően cselekedtek: a 7. hadosztályt a tiszai frontról erősítésképpen Besszarábiába vezényelték.
Az ultimátum után a besszarábiai román csapatokra mért csapások felerősödtek, a legnagyobb május 27–28-án történt, amikor egy néhány száz fős bolsevik csapat megtámadta Tighinát. A támadás előtt szórólapokat szórtak ki egy repülőgépből, melyben a szövetséges katonákat a velük való együttműködésre szólították fel. Ennek ellenére mindössze hatvan francia katona állt át és támogatta az oroszokat a Dnyeszteren való átkelésben. A bolsevikoknak sikerült bejutniuk Tighinába, de a románok francia segítséggel még aznap visszaverték őket.
A bolsevik fenyegetés ellensúlyozására két újabb román hadosztályt vezényeltek a térségbe: a 4. és az 5. gyalogoshadosztályt. Ezenkívül Dél-Besszarábiában területi parancsnokságot szerveztek, mely főleg a 15. gyalogoshadosztály felett rendelkezett.

## Harmadik szakasz: 1919. július – 1919. augusztus

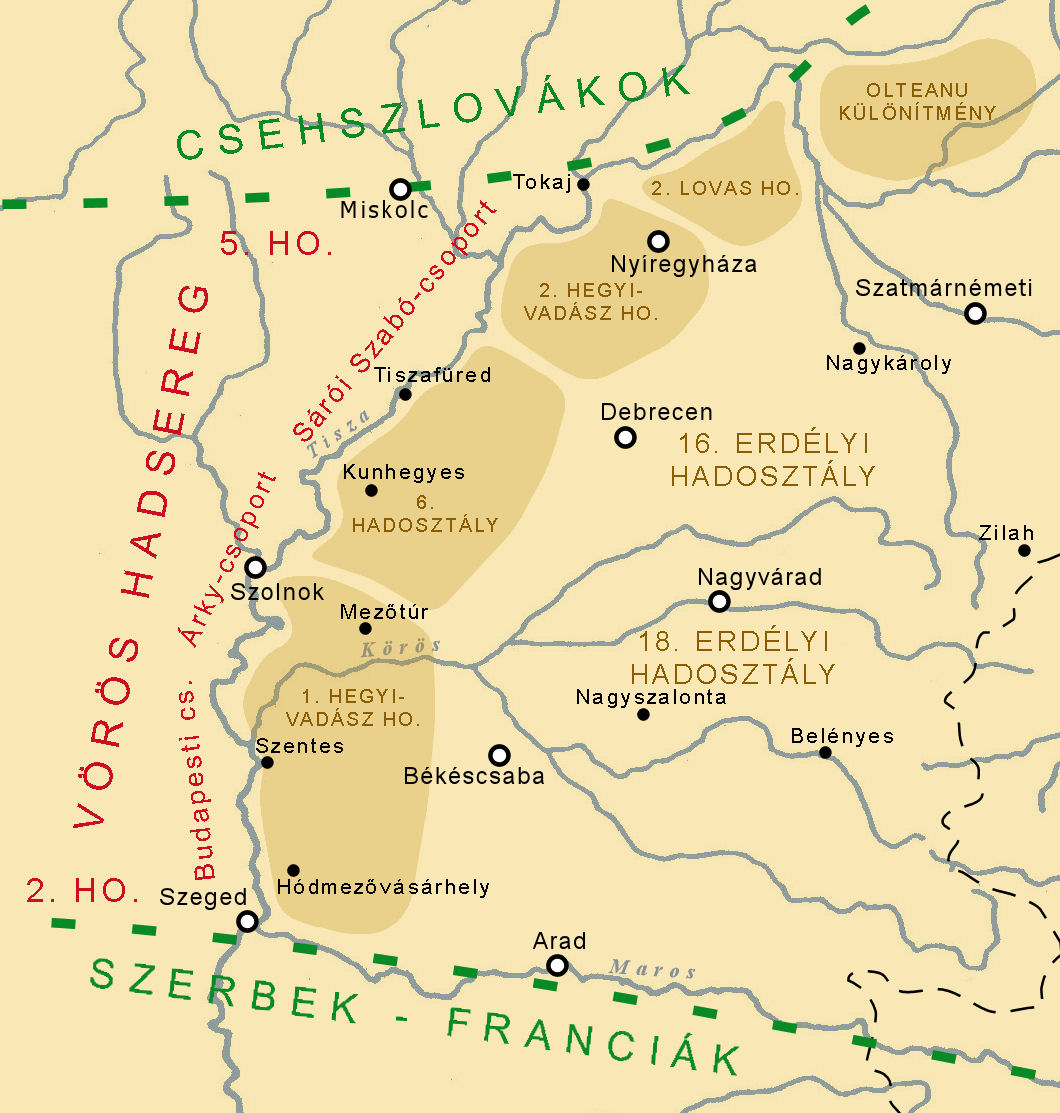
A szembenálló erők május 3-án

A szövetségesek tanácsában mély visszatetszést váltott ki, hogy a románok a jóváhagyásuk nélkül nyomultak előre a Tiszáig. Egyesek a románok felelősségét hangoztatták a magyarországi zavaros helyzet miatt és követelték, hogy haladéktalanul vonják vissza a csapataikat az eredeti demarkációs vonal mögé és csökkentsék a hadsereg létszámát. A tanács igyekezett továbbá rávenni a románokat, hogy folytassanak tárgyalásokat a Kun-kormánnyal. Ennek ellenére a román kormány kitartott döntése mellett, és azzal érvelt, hogy katonai szempontból a Tisza lehet az egyetlen elfogadható demarkációs vonal, amíg a Magyarország és Románia közötti végleges határvonalat meg nem állapítják és nemzetközileg el nem ismerik.
A szövetségesek tanácsa, hogy nyomást gyakoroljon rá és rávegye a csehszlovákiai előrenyomulás megállítására, a francia és szerb sereg déli, illetve a román sereg nyugati, összehangolt támadásával fenyegette meg a Kun-kormányt. Ugyanakkor azt ígérték, hogy a közelgő béketárgyalások alatt, Magyarország új határainak megrajzolása során a Magyar Tanácsköztársaság számára kedvezően fognak ítélkezni. Ezeket a határokat június 12-én terjesztették Románia, Csehszlovákia, Jugoszlávia és Magyarország kormányai elé. Ilyen körülmények között Magyarország június 23-án aláírta a fegyverszünetet Csehszlovákiával és július 4-éig a magyar csapatok visszahúzódtak tizenöt kilométerrel a demarkációs vonal mögé. A tanács a románoktól is követelte, hogy ürítsék ki a Tiszántúlt és vonják vissza csapataikat az új határok mögé, de azok ezt csak akkor lettek volna hajlandóak teljesíteni, ha a magyar hadsereget leszerelik. Hallva a román követeléseket a tanács megbízottjaitól, Kun megjegyezte, hogy ettől kezdve csakis a hadserege erejében fog megbízni.
Ez Kun Béla ellen fordította a szövetségesek tanácsát, ami július 11-én döntést hozott arról, hogy megindítja a szerb, francia és román sereg összehangolt támadását a Magyar Tanácsköztársaság ellen. A hadjárat terveinek kidolgozásával Foch marsallt bízták meg. Magyarország viszont közvetlenül a csehszlovák fegyverszünet megkötése után elkezdte felsorakoztatni hadseregét a románok ellen a Tisza mentén, és július 17-én a magyarok mérték az első csapást.

### A szembenálló felek
A románok a Tisza mentén mintegy 250 kilométer hosszúságú frontvonalon néztek szembe a magyarokkal, délen, Szeged mellett a francia és szerb sereggel, északon, Tokajnál a csehszlovák sereggel volt összeköttetésük.
A románokkal a Tisza mentén most szembeszálló magyar hadsereg nagy mértékben feljavult 1919 áprilisához képest. Jobban szervezett és jobban felszerelt volt, és jó volt a harci morál, hiszen a katonák a hazájukért harcoltak. Ezt a harci kedvet a csehszlovák hadsereg elleni győzelem még inkább felkorbácsolta. A kommunisták politikai népbiztosaik révén gyakoroltak ellenőrzést a hadsereg felett, de tapasztalt hivatásos tisztek is támogatták őket. Hadosztályi szinten és az alatt főleg hivatásos tisztek irányították a csapatokat. A magyar haderő száz gyalogoszászlóaljból (összesen mintegy 50 ezer ember), tíz lovasszázadból (1365 ember), 69 tüzérségi ütegből (305 mm-es kaliberűig) és kilenc páncélvonatból állt. A sereget három csoportba szervezték, az északi, középső és déli csoportba, melyek közül a középső volt a legerősebb. Úgy tervezték, hogy mindhárom csoport átlépi a Tiszát, majd az északi csoport Szatmárnémeti, a középső Nagyvárad, a déli pedig Arad felé nyomul előre, amitől egy kommunista felkelést kirobbanását várták Romániában. Ezenkívül támogatásra számítottak Szovjet-Oroszországtól is, azt remélték, hogy totális támadást indít Besszarábia ellen, Románia keleti határán.
A román hadsereg 92 zászlóaljból (48 ezer ember), 58 lovasszázadból (12 ezer ember), mintegy nyolcvan tüzérségi ütegből (155 mm-es kaliberűig), két páncélvonatból és néhány támogató egységből állt. Három vonalba rendezték őket. Az első vonal északon a 16., délen a 18. hadosztályt foglalta magában. A második vonalban erőteljesebb alakulatok kaptak helyet: a 2. hegyivadász-hadosztály északon, Nyíregyházán és környékén, míg az 1. hegyivadász-hadosztály délen, Békéscsabán és környékén helyezkedett el. A harmadik vonalban voltak a legerősebb román alakulatok, melyeket tömeges hadmozdulatokra szántak: az 1. és 6. gyalogoshadosztály, az 1. és 2. lovashadosztály és a támogató egységek. Ezek a csapatok a Nagykárolytól Nagyváradon keresztül Aradig húzódó vasútvonal mentén álltak fel. A 20. és 21. gyalogoshadosztályt bízták meg a harmadik vonal mögött a biztonság és a közrend fenntartásával. Az első vonal elég vékony volt, arra szánták, hogy késleltesse az eseményeket, míg a támadó magyarok valódi szándékai fel nem tárultak. Ezután a második vonal csapataival együtt fel kellett tartaniuk a támadókat, amíg a harmadik vonal csapatai meg nem kezdik az ellentámadást. A román parancsnokság elegendő számú vonatot is előkészített, hogy a manőverezés megkönnyítésére felhasználhassa az ellenőrzése alatt álló területen levő vasútvonalakat. A románok ugyancsak erősen motiváltak voltak, azért az álmukért harcoltak, hogy minden románlakta földet egyetlen államban egyesítsenek. Ez a régóta dédelgetett álom most Woodrow Wilson amerikai elnök önrendelkezésről és nemzetállamokról szóló elveinek hatására erőre kapott. A legtöbb katona tapasztalt első világháborús veterán volt.

### A magyar támadás
Július 17-e és 20-a között a magyarok ágyúzták a román állásokat és felderítő hadműveleteket végeztek. Július 20-án hajnali három óra körül, heves ágyúzást követően mindhárom magyar csoport gyalogsága átlépte a Tiszát és megtámadta a románokat.

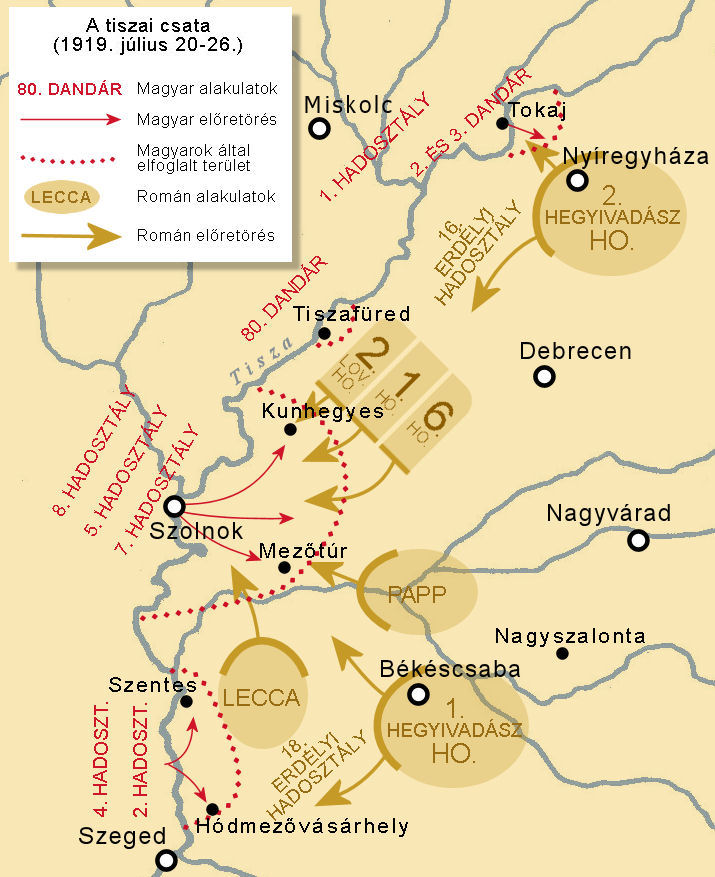
A magyar és a román hadsereg hadműveletei a tiszai csata során a magyar-román háború harmadik szakaszában

### Harc a front szélein
Július 20-án a magyarok elfoglalták a front északi részén levő Rakamazt és néhány környező falut. A román 16. hadosztály csapatai a falvakat visszafoglalták, de Rakamazt csak a következő napon, a 2. hegyivadász hadosztály segítségével sikerült újra bevenniük. A magyarok tüzérségi segítséggel újabb támadást indítottak és még egyszer elfoglalták Rakamazt és két falut, de nem tudtak kitörni a hídfőállásból. Ezért megpróbálták átkarolni a román hadállásokat és délebbre, Tiszafürednél is átkelni a Tiszán a 80. nemzetközi dandár csapataival, de a román 16. hadosztály katonái megállították őket. A románok a csatába küldték a 20. gyalogoshadosztály néhány csapatát is, és így július 24-én sikerült a tiszafüredi magyar hídfőállást megsemmisíteniük. Mivel Rakamaznál nem voltak képesek áttörni, a magyarok megerősítették állásaikat és néhány csapatot máshová vezényeltek. A románok ugyanezt tették, így a front északi részén némiképpen lecsillapodott a harc. Csak július 26-án indult meg újra a román támadás, és este tíz óráig tartó heves harc után sikerült a hídfőállást felszámolniuk. Ezzel a románok újra teljes egészében ellenőrzésük alá vonták a Tisza keleti partjának északi részét.
Délen a magyar 2. hadosztálynak két napba került elfoglalni Szentest, amit a román 18. hadosztály 89. és 90. ezredei védtek. Július 21-én és 22-én Hódmezővásárhelyet többször is bevették mind a magyar csapatok, mind a román 90. gyalogos ezred és az 1. hegyivadász dandár. Aztán július 23-án végül a románok újra megszállták Hódmezővásárhelyet, Szentest és Mindszentet, visszaszorítva ezzel a magyarokat a Tisza túlpartjára és lezárva a harcot a frontnak ezen a szakaszán. Ezáltal a románoknak lehetőségük nyílt az 1. hegyivadász dandárt átirányítani a front középső részére, ahol a magyar támadás nagyon jól haladt.

### Harc a front közepén
Július 20-án a román 18. gyalogoshadosztály 91. ezredének ellenállása dacára a magyaroknak sikerült tartós hídfőállást létesíteniük a Tisza keleti partján, Szolnokkal szemben. A magyarok a teljes 6. és 7. hadosztályt a hídfőállásba vezényelték és szétverték az román első védvonal csapatait. A 6. gyalogoshadosztály keleten folytatta a támadást és elfoglalta Törökszentmiklóst, míg a 7. hadosztály Mezőtúr felé nyomult előre. Ekkorra az 5. hadosztály is átkelt a Tiszán és Túrkeve irányában kezdett támadásba. július 22-én a magyarok előrenyomultak Kunhegyes felé, miután Szolnoktól mintegy húsz kilométerrel északra is átkeltek a Tiszán és megverték a román 18. hegyivadász ezredet. A román 18. hadosztály erősítést kapott a második védelmi vonalból, köztük az 1. lovashadosztály néhány csapatát és a teljes 2. hegyivadász hadosztályt. Július 23-án a magyarok elfoglalták Túrkevét és Mezőtúrt. Aznap este a magyarok már egy 80 kilométer széles, 60 kilométer hosszú területet ellenőriztek a Tisza bal partján, Szolnokkal átellenben. Keleten és délen az első és második román védvonal csapatai álltak velük szemben. Északon a harmadik védvonal csapatai alkottak manővercsoportot: az Obogeanu tábornok vezette 1. gyalogoshadosztály középen, az Olteanu tábornok vezette 6. gyalogoshadosztály a balszárnyon és a Davidoglu tábornok vezette 2. lovashadosztály a jobbszárnyon állt fel.

### A román ellentámadás
A román manővercsoport július 24-e reggelén indított támadást. A második lovashadosztály egyes alakulatai, megtámogatva a 18. gyalogoshadosztály csapataival elfoglalták Kunhegyest. A román 1. gyalogoshadosztály frontális támadást intézett a magyar 6. gyalogoshadosztály ellen és visszaszorítva őket elfoglalta Fegyverneket. A román 6. hadosztály kevésbé volt sikeres, balszárnyára csapást mértek a magyar tartalékos egységek. Július 24-én összességében a románoknak sikerült 20 kilométerre visszaszorítani a magyarokat és újra magukhoz ragadták a kezdeményezést. A manővercsoportot megerősítették az északi hadcsoport egységeivel, amelyek az ottani harcok csillapodása folytán tehermentesültek. Ezek között volt a 2. hegyivadász hadosztály és néhány lovasegység. A román csapatok a front teljes hosszában azt a parancsot kapták, hogy a következő napon támadják meg az ellenséget. Július 25-én folytatódott tehát a harc, amely a román 1. gyalogoshadosztály arcvonalában, Fegyverneken és környékén vált különösen hevessé, amikor a magyarok az ellentámadás mellett döntöttek. A nap vége felé a román manővercsoport elkezdte áttörni az északi magyar hadállásokat. A déli magyar hadállásokat ugyancsak lerohanták. A magyarok általános visszavonulásba kezdtek a szolnoki Tisza-hídon át, amelyet július 26-án felrobbantottak, hogy a románok ne követhessék őket. Július 26-án este a Tisza teljes keleti partja újra román ellenőrzés alatt állt.

### A románok átlépik a Tiszát

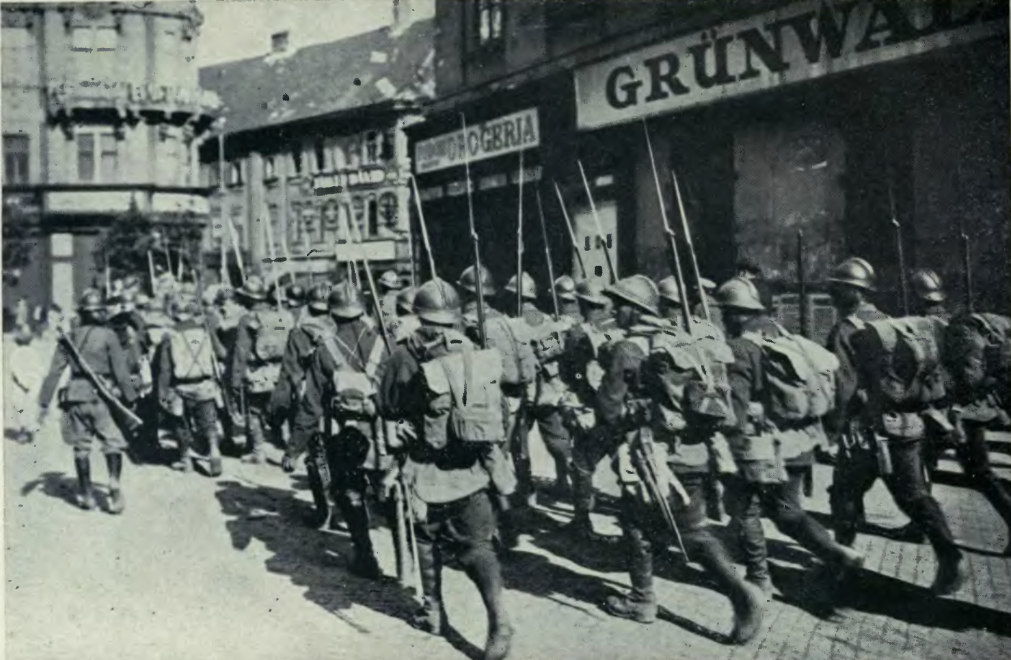
Román katonák Budapesten

Miután a magyar támadást visszaverték, a román vezetés – a szövetséges tanács intése ellenére – döntést hozott arról, hogy átlépik a Tiszát és megadják a kegyelemdöfést a Tanácsköztársaságnak. A 7. gyalogoshadosztályt visszavezényelték a besszarábiai frontról, ahol az oroszok még mindig tartották magukat, akárcsak a 2. gyalogoshadosztályt és néhány kisebb gyalogos- és tüzéregységet. A Tisza átlépéséhez felsorakoztatott román hadsereg 119 zászlóaljat (84 ezer ember), 99 tüzérségi üteget (392 ágyú) és 60 lovasszázadot (12 ezer ember) számlált. A magyar tüzérség eredményesen támadta a román gyülekezési területeket. Július 27-e és 29-e között a románok néhány kisebb támadással igyekeztek kiismerni a magyar védelem erejét. Végül úgy határoztak, hogy Fegyvernek környékén, a Tisza kanyarulatánál kelnek át a folyón. A július 29-éről 30-ára virradó éjszakán a románok átlépték a Tiszát. A fegyverneki fő átkelőhelyet elterelő hadműveletekkel, a front más pontjain megindított heves tüzérségi támadásokkal fedezték. Sikerült meglepniük a magyarokat Fegyverneknél, akik július 31-én feladták a Tisza vonalát és visszahúzódtak Budapest felé.

### A magyar hadsereg összeomlása

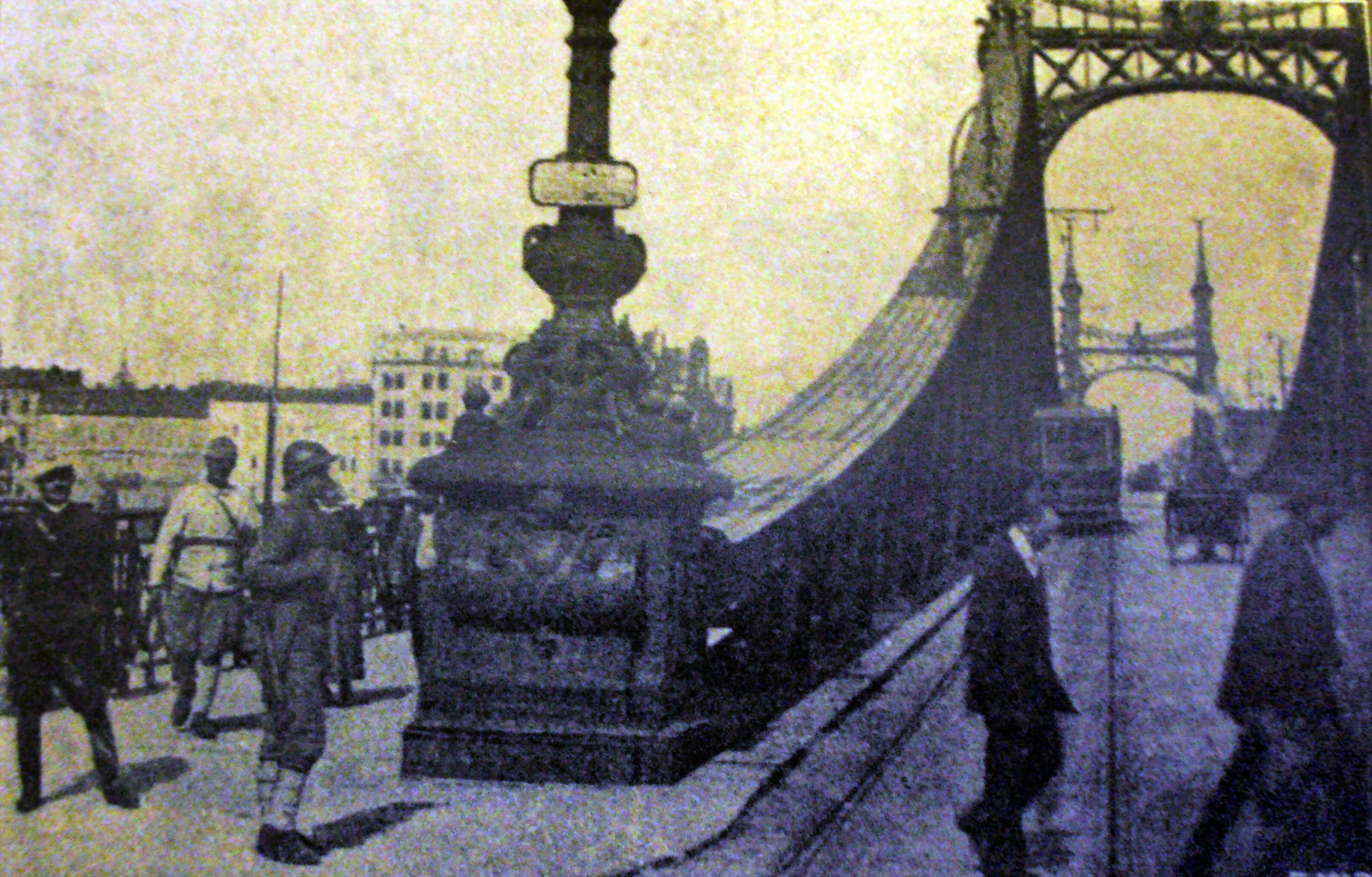
Román őrség a budapesti Ferenc József híd hídfőjénél

A tiszai átkelés után a román hadsereg megkezdte az előrenyomulást Budapest felé. A lovasság fedezte a fő hadtest bal- és jobbszárnyát, igyekezett felderíteni a magyar csapatösszevonások helyét, illetve elszigetelte egymástól a magyar hadsereg egyes alakulatait. Augusztus 1-jén a legtöbb összecsapásra délen, Szolnokon és környékén került sor, a várost keményen sújtották a harcok. A nap végén a magyarok követeket küldtek át a románokhoz, hogy tárgyaljanak a megadásról. A középső hadszíntéren és északon augusztus 3-a estéjére teljesen körülzárták a magyar csapatokat, az egységek sorban megadták magukat vagy szétszéledtek. Augusztus 3-án a Magyar Vörös Hadsereg megszűnt létezni.

### A románok elfoglalják Budapestet
A románok folytatták az előrenyomulást Budapest felé. Elsőként a 4. dandár 6. lovasezredébe tartozó három század hatolt be a városba Rusescu tábornok vezetésével, augusztus 3-án este. Fél napig ez a mindössze két ágyúval rendelkező négyszáz ember tartotta megszállva a várost, mígnem augusztus 4-én a déli órákban a román fő hadtest is megérkezett és parancsnokuk, Moșoiu tábornok előtt diadalmenetben vonult végig a városközponton. A megszállás alatt számos esetben élelmiszerkészletek, gyári, üzemi gépek, kórházi, egészségügyi felszerelések, közlekedési eszközök, vasúti járművek, mozdonyok, vagonok lefoglalása és Romániába szállítása zajlott, ami sok üzem tönkremenését is jelentette; például az 1859-ben megalapított Topits József fia gőztésztagyárat, az ország első tésztagyárát alaposan kifosztották gépeitől, alapanyagaitól és kész termékeitől, ami hamarosan a működése végéhez vezetett. 1919. augusztus 28-án Gorton angol és Harry Hill Bandholtz amerikai tábornok együttesen ellenőrizte, mennyire megalapozottak a románok által végrehajtott kifosztásokra és lefoglalásokra vonatkozó magyar panaszok. Tapasztalataikról Bandholtz ezt jegyezte fel naplójába: „A Magyar Leszámítoló és Váltóbank raktárában kiderítettük, hogy a románok mindeddig 2400 vagonrakományt foglaltak le és távolítottak el, amelyek főleg élelmiszert és takarmányt tartalmaztak és naponta szállítanak el nagy mennyiségeket. A Magyar Posta- és Távirászati Hivatal raktárában hét, immár megrakott kocsit találtunk, kettőt cipővel, ötöt szőnyeggel és takaróval telítve.... A Ganz Danubius Vállalat üzemében láttuk, ahogyan a románok szorgosan megraknak öt tehervonatot. ... Következőként a Magyar Központi Egészségügyi Raktárát látogattuk meg és azt tapasztaltuk, hogy ... teljesen kifosztják ezt a létesítményt." 
A tábornoki bizottság számos alkalommal emelt szót a román rekvirálások ellen, annál inkább, mivel megbizonyosodtak afelől, hogy azok – a városparancsnokság hivatkozása ellenére – távolról sem csupán, sőt, igen kevéssé szolgálják a Budapesten, illetve az országban állomásozó román katonák ellátását, mindennapi szükségleteit. Mindezek ellenére 1919. szeptember 20-án azt állapította meg a bizottság, hogy ,,A románok vígan tovább folytatják a fosztogatást s mi már 800 mozdonyt és 19 000 vasúti kocsit vettünk leltárba az általuk elvittek közül." A magyar fővárost megszálló román katonai alakulatok 1919. október 5-én megkísérelték eltulajdonítani a Magyar Nemzeti Múzeum kincseit, amit Harry Hill Bandholtz tábornok, az amerikai katonai misszió vezetője személyes fellépésével megakadályozott.
A román városparancsnokságot és annak stábját, a tábornoki bizottságot és annak négy delegációját el kellett helyezni. Irodákra, szálláshelyekre nagy számban volt szükség. A román városparancsnokság Budán, a Gellért Szállóban rendezte be főhadiszállását. A közkatonák számára igénybe vették a fővárosi laktanyákat, de a várbeli királyi lovardába is beköltözött egy román század. Az akkori Budapest ékességét, a pesti Duna-part szállodasorát a tábornoki bizottság szállta meg. Kezdetben a Ritz, a Bristol, a Hungária adott otthont irodáiknak és tagjaiknak. Az irodákat hamarosan felköltöztették a budai Várpalotába.

## Következmények
Augusztus 2-án Kun Béla elhagyta Magyarországot; előbb Ausztriába, majd végül a Szovjetunióba távozott. Budapesten a szövetségesek tanácsa néhány képviselőjének támogatásával szakszervezeti kormány jött létre, a Peidl Gyula vezette kabinet azonban rövid életűnek bizonyult. Egy nacionalista csoport vette át a hatalmat, amely József főherceget kívánta az államfői székbe emelni és Friedrich Istvánt tette meg miniszterelnöknek.
Augusztus 11-én József főherceg igen rövid határidős ultimátumot kapott Romániától, miszerint Magyarországnak minden hadianyagát át kell adnia, hadba kell szállni azért, hogy Románia megszerezhesse Jugoszláviától a Bánátot, sőt Magyarországot olyan politikai unióvá kell alakítani, amelyben Magyarország királya a román uralkodó lenne. Ezt az ultimátumot Harry Hill Bandholtz tábornok közreműködésével sikerült hatástalanítani.
Az Antant nem nézte jó szemmel, hogy egy Habsburg kerüljön az államfői posztra, ezért József főherceg kénytelen volt lemondani. A románok folytatták az előrenyomulást Győrig, és gyakorlatilag egész Magyarországot elfoglalták, a Balaton környékének kivételével, Siófokon állomásozott ugyanis akkor az ország egyetlen nemzeti hadereje, mely Horthy Miklós vezetésével készült a hatalom átvételére, miután a románok elhagyják az országot. Horthy seregét a román hadsereg látta el fegyverekkel, és az ő ellenőrzésük alatt álló területen is a románok végezték a rendfenntartási és adminisztrációs feladatokat.
A román hadsereg 1919. augusztus 8-áig 1235 tisztet és negyvenezer katonát ejtett foglyul, 350 ágyút (köztük kettő 305 mm-est), 332 géppuskát, 52 ezer puskát és 87 repülőgépet, ezenkívül nagy mennyiségű lőszert és szállítóeszközöket zsákmányolt.
A románok által diktált fegyverszünetet kemény feltételeket szabott Magyarországnak, de a megszálló csapatok ezen felül is kifosztották az országot.  A magyaroknak át kellett engedniük valamennyi hadifelszerelésüket, kivéve azokat, amelyekkel a Horthy irányítása alatt álló sereg rendelkezett. Ezenkívül át kellett adniuk a románoknak teljes hadiiparukat, a magyar vasúti kocsik felét, az állatállomány 30%-át, a mezőgazdasági eszközök 30%-át, illetve 35 ezer vagon gabonát és takarmányt. Elkobozták továbbá mindazokat a javakat, amelyeket az 1918-as bukaresti béke után Romániából vittek el hadizsákmány gyanánt.
A románok 1919 novemberében kezdték meg a kivonulást. Budapestet november 14-én ürítették ki. 1920. február 14. és március 28. között a román hadsereg valamennyi egysége elhagyta a későbbi trianoni országterületet, míg Erdélyt elszakította Magyarországtól. 

## Hadrend
- Első szakasz
  - Román hadsereg
    - 1. hegyivadász hadosztály
    - 2. hegyivadász hadosztály
    - 7. hegyivadász hadosztály
    - 6. gyalogoshadosztály
    - 16. gyalogoshadosztály
    - 18. gyalogoshadosztály
- 2. szakasz
  - Román hadsereg
    - Északi csoport (Moșoiu tábornok)
      - Olténiai csoport
        - két gyalogoshadosztály
        - egy lovasdandár
        - egy tüzérségi üteg

      - 2. lovashadosztály (Nagybánya)
      - 7. hegyivadász hadosztály (Zilah)
      - 6. gyalogoshadosztály (Bánffyhunyad)
      - Tartalék csoport
      - 16. gyalogoshadosztály (Dés)

    - Déli csoport (Mărdărescu tábornok)
      - 2. hegyivadász hadosztály
      - Belényesi ezred
      - Tartalék csoport
      - 1. hegyivadász hadosztály (Déva)

    - Tartalék hadsereg
      - 18. gyalogoshadosztály
- Harmadik szakasz
  - Román hadsereg
    - Északi csoport
      - 16. gyalogoshadosztály (első vonal)
      - 2. hegyivadász hadosztály

    - Déli csoport
      - 18. gyalogoshadosztály (első vonal)
      - 1. hegyivadász hadosztály

    - Tartalék hadsereg
      - 1. gyalogoshadosztály
      - 6. gyalogoshadosztály
      - 20. gyalogoshadosztály
      - 21. gyalogoshadosztály
      - 1. lovashadosztály
      - 2. lovashadosztály

  - Magyar hadsereg
    - Északi csoport (Tokaj)
      - 2. székely dandár
      - 3. székely dandár
      - 39. gyalogos zászlóalj
      - Szántó-különítmény
      - Tartalék csoport (Miskolc)
      - 1. gyalogoshadosztály

    - Középső csoport (Szolnok)
      - 5. gyalogoshadosztály
      - 6. gyalogoshadosztály
      - 7. gyalogoshadosztály
      - 80. nemzetközi dandár
      - Tartalék csoport (Cegléd)
      - a 3. gyalogoshadosztály fele

    - Déli csoport (Csongrád)
      - 2. gyalogoshadosztály
      - Tartalék csoport (Kistelek)
      - 4. gyalogoshadosztály

    - Tartalék hadsereg (Abony-Cegléd)
      - a 3. gyalogoshadosztály fele
      - egy lovasezred

## Fordítás
- Ez a szócikk részben vagy egészben  a   Hungarian-Romanian War of 1919 című angol Wikipédia-szócikk ezen változatának fordításán alapul.  Az eredeti cikk szerkesztőit annak laptörténete sorolja fel. Ez a jelzés csupán a megfogalmazás eredetét és a szerzői jogokat jelzi, nem szolgál a cikkben szereplő információk forrásmegjelöléseként.